# Kwon Nara
Đây là một tên người Triều Tiên, họ là Kwon.
Kwon Na-ra (Hangul: 권나라, sinh ngày 13 tháng 3 năm 1991) là một nữ ca sĩ, vũ công và diễn viên người Hàn Quốc, cựu thành viên nhóm nhạc Hello Venus do Fantagio cùng Pledis Entertainment thành lập và quản lý.

## Đời tư
Nara đã trở thành thực tập sinh khi cô còn học trung học dưới Fantagio Entertainment, nơi lần đầu tiên cô đã học diễn xuất. Cô có hai người em gái, Hara và Bora. Cô sinh ra tại Incheon nhưng chuyển tới Bundang khi cô lên 7 tuổi. Biệt danh của cô là "ddochi" (từ Dooly the Little Dinosaur) và "Bundang của Lee Na-young ". Nara hiện đang theo học Đại học Dongduk.

## Sự nghiệp - Hello Venus
Hello Venus lần đầu tiên được biết đến với cái tên "Venus" sau khi CEO của Pledis đăng tải lên Twitter về việc nhóm nhạc nữ mới của họ. Ngày 17 tháng 4, Hello Venus cho ra mắt teaser đầu tiên cùng với lý lịch của từng thành viên bao gồm ba thành viên từ Pledis: Yoo Ara, Yoonjo, Lime và ba thành viên từ Fantagio: Nara, Alice, Yooyoung.
Không lâu sau đó, Pledis Entertainment bất ngờ tiết lộ thành viên Yoonjo bị chấn thương ở chân trong quá trình tập luyện chỉ trước 2 ngày quay MV. Đồng thời công ty cũng thông báo rằng Yoonjo sẽ không xuất hiện trong các phân đoạn nhảy trong MV và các buổi trình diễn trên sân khấu trong thời gian bị chấn thương nhưng Yoonjo vẫn sẽ tham gia các buổi phỏng vấn và các chương trình radio.
Ngày 9 tháng 5, Hello Venus cho ra mắt sản phẩm đầu tiên của họ với tựa đề là "Venus". Nhóm cũng bắt đầu quảng bá với ca khúc chủ đề "Venus" vào ngày 10/5 trên sân khấu M! Countdown.
Vào tháng 5, Hello Venus thực hiện show truyền hình thực tế nhiều tập đầu tiên dành cho riêng họ có tên "Birth of Venus" do đài MBC sản xuất.

## 2017 - nay: Sự nổi tiếng gia tăng và các vai chính
Năm 2017, Nara đóng vai chính đầu tiên trong bộ phim hài lãng mạn Đối tác đáng ngờ của đài SBS.
Năm 2018, Nara đóng vai nữ phụ trong bộ phim truyền hình nổi tiếng My Mister của tvN, tiếp theo là bộ phim pháp lý Your Honor của đài SBS.
Năm 2019, Nara có vai chính đầu tiên trong bộ phim tù nhân y tế Doctor Prisoner của đài KBS .
Vào tháng 6 năm 2019, Nara đã ký hợp đồng với công ty quản lý mới A-Man Project.
Năm 2020, cô đóng vai chính trong bộ phim truyền hình Itaewon Class của đài JTBC , dựa trên webtoon cùng tên.  Bộ phim thành công về mặt thương mại và trở thành phim truyền hình Hàn Quốc có tỷ suất người xem cao thứ bảy trong lịch sử truyền hình cáp . Cô cũng được chọn tham gia phim truyền hình hài lịch sử Đặc vụ hoàng gia với vai Hong Da-In, một cung nữ có vẻ đẹp sánh ngang với Hwang Jini .
Vào tháng 3 năm 2021, Nara được xác nhận sẽ đóng vai chính trong bộ phim giả tưởng Bulgasal: Immortal Souls của tvN . Trong vai Min Sang-woon, một người phụ nữ từng là người bất tử, nhưng trải qua một sự kiện bi thảm khiến cô ấy trở thành một con người. Bộ phim được khởi chiếu vào tháng 12 năm 2021.
Vào tháng 6 năm 2022, Nara ký hợp đồng với công ty quản lý mới C-JeS Entertainment .

## Chương trình truyền hình
| Năm  | Tên chương tình                         | Cùng với                                     |
| ---- | --------------------------------------- | -------------------------------------------- |
| 2012 | Weekly Idol                             | With Nu'est                                  |
| 2012 | 1000 Song Challenge                     | with Yoo Ara                                 |
| 2012 | MTV Wonder Boy                          | With Boyfriend                               |
| 2013 | MBC's 'Idol Star Athletics Championship | with Team G; After School, Infinite và Tasty |
| 2013 | Beatles Code 2                          | with Yooyoung                                |
| 2013 | All the Kpop                            | with Yoo Ara                                 |
| 2013 | MBC's 'Idol Star Athletics Championship | with Team D; BTOB, A Pink, B.A.P và Secret   |
| 2013 | Glitter                                 | with Yooyoung                                |
| 2015 | KBS Dream Team                          | with Yooyoung và Lime                        |
| 2015 | After School Club                       | with Hello Venus                             |
| 2015 | Idol School                             | with Hello Venus, 4TEN và UNIQ               |

## Phim truyền hình
| Năm  | Phim                          | Vai                                      | Kênh truyền hình |
| ---- | ----------------------------- | ---------------------------------------- | ---------------- |
| 2012 | Take Care of Us, Captain      | Cameo                                    | SBS              |
| 2013 | After School "Lucky or Not"   | Cameo                                    |                  |
| 2014 | I Need Romance Season 3       | Cameo                                    | tvN              |
| 2014 | Single Cunning Lady           | Cameo                                    | MBC              |
| 2014 | After School "Lucky or Not" 2 | Mal Soon                                 |                  |
| 2014 | Rage                          | Celine                                   | Syobe Creative   |
| 2017 | Suspicious Partner            | Cha Yoo Jung                             | SBS              |
| 2018 | My Mister                     | Choi Yoo Ra                              | tvN              |
| 2018 | Fantasy of the girls          | Lee Ha Nam                               |                  |
| 2019 | Doctor Prisoner               | Han So-Geum                              | KBS2             |
| 2020 | Itaewon Class                 | Oh Soo Ah                                | JTBC             |
| 2021 | Royal Secret Agent            | Hong Da-in                               |                  |
| 2021 | Bulgasal: Immortal Souls      | Kim Hwa Yeon/Min Sang Yeon/Min Sang Woon | tvN              |